# Alt St. Martinus (Stommeln)

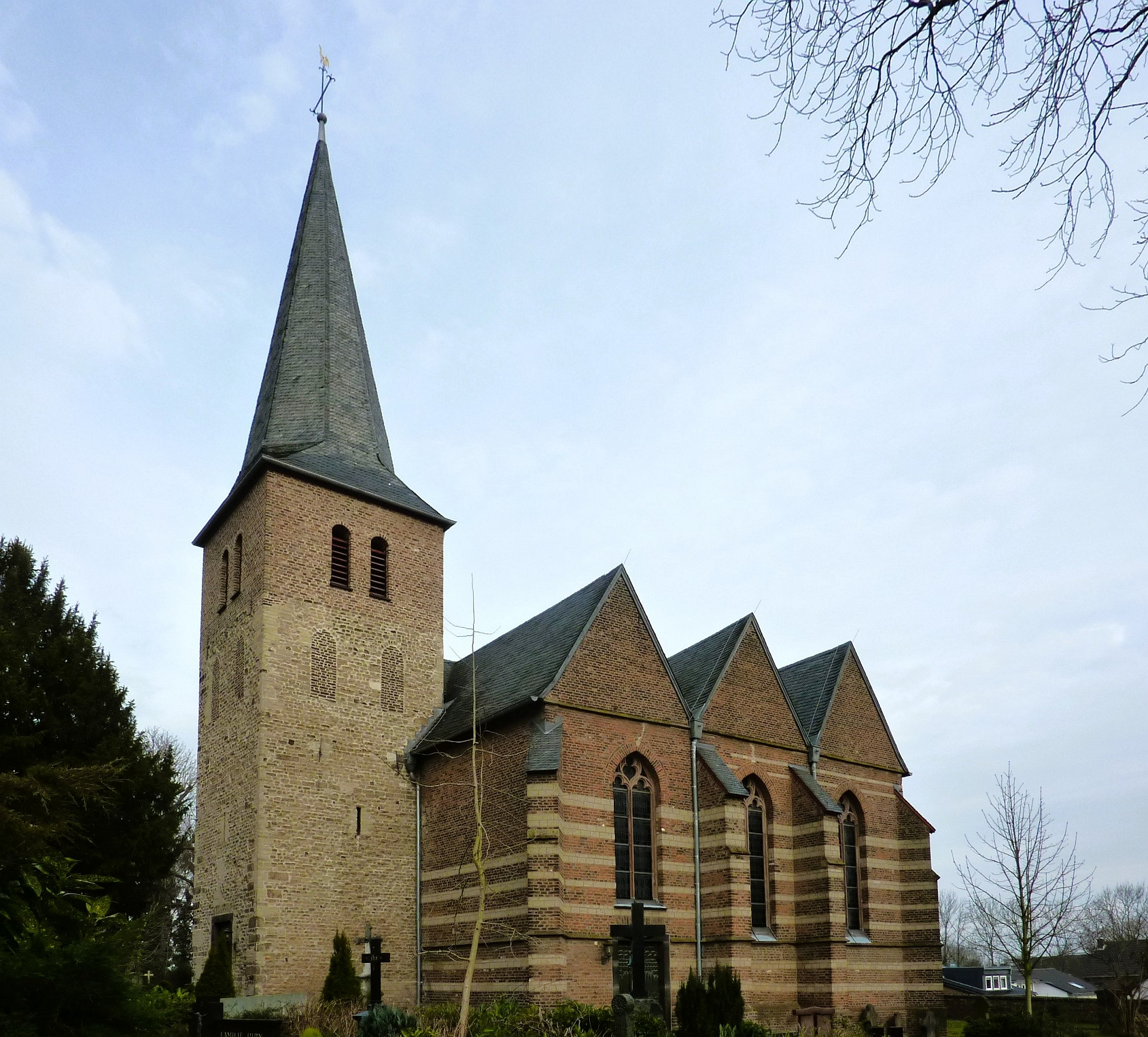
Alt St. Martinus

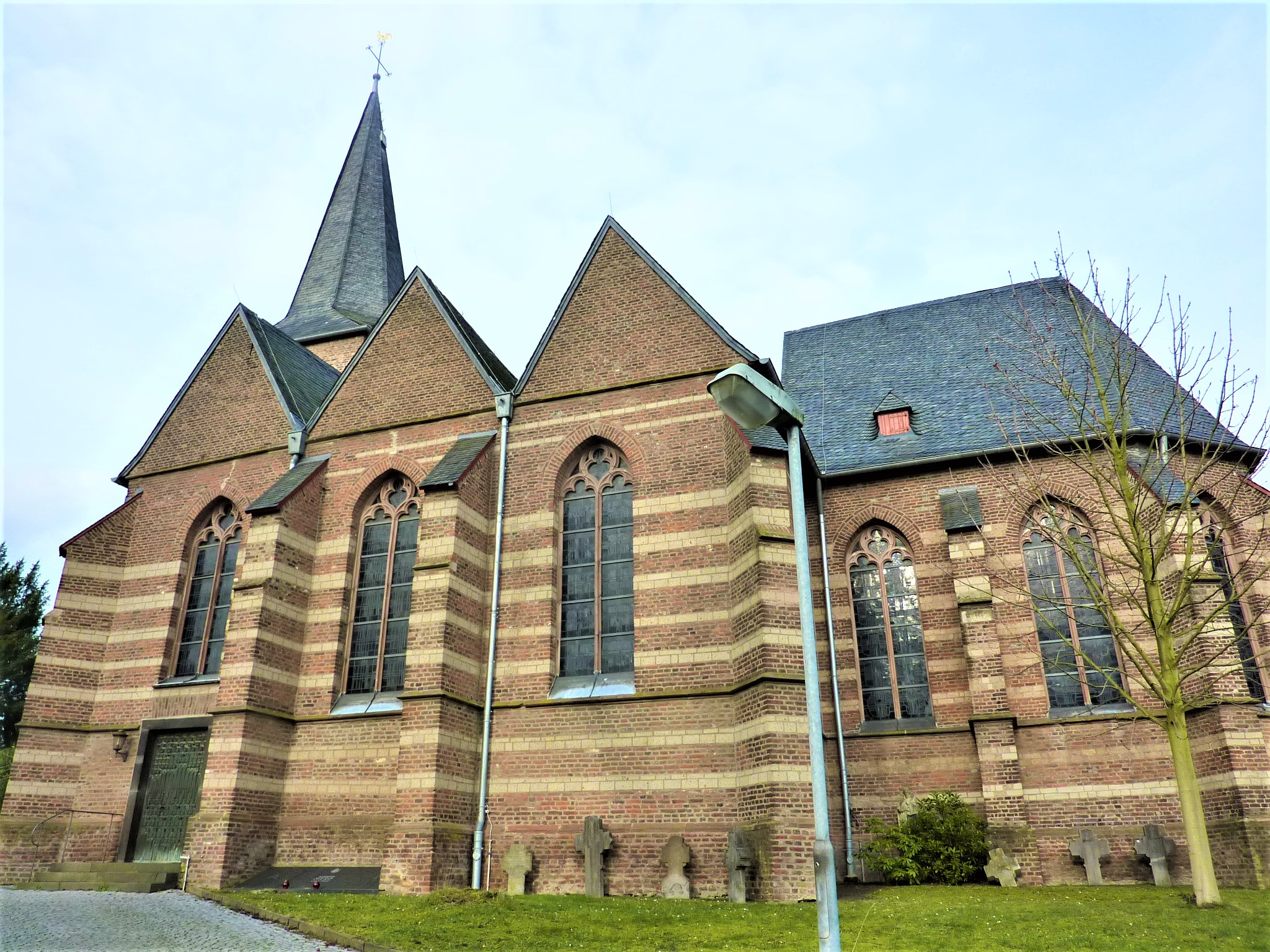
Ansicht von Südosten

Alt St. Martinus ist die ehemalige römisch-katholische Pfarrkirche von Stommeln, einem Ortsteil der Stadt Pulheim (Rhein-Erft-Kreis) in Nordrhein-Westfalen. Die Kirche befindet sich inmitten eines Friedhofes auf einer Anhöhe westlich des Ortskerns und der neuen Pfarrkirche Neu St. Martinus.

## Geschichte
Dem Kölner Cäcilienstift wurde 961 durch Erzbischof Bruno I. der Besitz der Martinskirche bestätigt. Das Kollationsrecht verblieb beim Cäcilienstift bis zur Säkularisation.
Ältester Teil der Kirche ist der im Kern romanische Turm aus der Zeit um 1100. Das Langhaus und der erhöhte Chor sind spätgotisch und wurden 1540, die Seitenschiffe 1553 vollendet. Die spätgotischen Umbauten zeigen den für die Region typischen Wechsel aus Tuff- und Ziegelsteinbändern, wie zum Beispiel St. Cosmas und Damian in Glesch oder St. Martinus in Nettesheim. Nach einem Brand wurde der Turm 1677 aufgestockt.

## Nutzung als Konzertort
Seit 1999 wird die Kirche im Rahmen der Konzertreihe Raumklänge von der Stadt Pulheim als Veranstaltungsort genutzt. Seitdem finden jährlich Konzerte zeitgenössischer Musik statt. Bekannte Musiker, die in der Kirche auftraten sind unter anderem Markus Stockhausen (2009), Olaf Tzschoppe (2010), Phil Niblock (2013), Ben Patterson (2014) und das Ensemble Musikfabrik (2016).